# Ennéagramme (géométrie)
Pour les articles homonymes, voir Ennéagramme (homonymie).
Ne doit pas être confondu avec Nonogramme.
En géométrie, un ennéagramme, ou nonagramme, est un ennéagone régulier étoilé. Il n'y en a que deux, désignés par leur symbole de Schläfli, {9/2} ou {9/4}.
| Ennéagone régulier convexe {9/1} = {9} | Ennéagramme {9/2} | Composé polygonal {9/3} = 3{3} (Trois triangles) | Ennéagramme {9/4} |